# Stenocaris baltica
Stenocaris baltica är en kräftdjursart som beskrevs av Artl 1983. Stenocaris baltica ingår i släktet Stenocaris, och familjen Canthocamptidae. Arten är reproducerande i Sverige.